# تشم كاظم الثاني (عنافجة)
تشم كاظم الثاني (بالفارسية: چم‌خزام دو) هي قرية وتقع في إيران في قسم عنافجة الريفي. يقدر عدد سكانها بـ 273 نسمة .